# Erromenus planus
Erromenus planus là một loài tò vò trong họ Ichneumonidae.